# Гара-Берхеч
Гара-Берхеч (рум. Gara Berheci) — село у повіті Галац в Румунії. Входить до складу комуни Гохор.
Село розташоване на відстані 200 км на північний схід від Бухареста, 76 км на північний захід від Галаца, 132 км на південь від Ясс, 145 км на схід від Брашова.

## Населення
За даними перепису населення 2002 року у селі проживали 544 особи. Рідною мовою 543 особи (99,8%) назвали румунську.
Національний склад населення села:
| Національність | Кількість осіб | Відсоток |
| -------------- | -------------- | -------- |
| румуни         | 538            | 98,9%    |
| цигани         | 5              | 0,9%     |